# Cerje (Pantelej)
Pour les articles homonymes, voir Cerje.
Cerje (en serbe cyrillique : Церје) est un village de Serbie situé dans la municipalité de Pantelej et sur le territoire de la ville de Niš, district de Nišava. Au recensement de 2011, il comptait 204 habitants.

## Démographie
| 1948 | 1953 | 1961 | 1971 | 1981 | 1991 | 2002 | 2011 |
| ---- | ---- | ---- | ---- | ---- | ---- | ---- | ---- |
| 935  | 982  | 917  | 652  | 512  | 386  | 306  | 204  |

|  |